# Рекинники
Рекинники (Каванэйваям) — река на полуострове Камчатка в России.
Длина реки — 146 км. Площадь водосборного бассейна — 5090 км². Впадает в залив Шелихова Охотского моря. Протекает по территории Карагинского района Камчатского края.
Название в переводе с корякского Рыкырнын — «рот» (в значении устье). Это связано с тем, что волны с залива приносят плавник, и по представлению аборигенов устье реки как бы ртом заглатывает древесину.
Впервые нанесена на карту в начале XVIII века С. У. Ремезовым под названием Рыдканка. Река активно использовалась аборигенами и русскими казаками для передвижения по территории северной Камчатки.

## Притоки
Объекты перечислены по порядку от устья к истоку.
- 10 км: Качавваям
- 12 км: Уйвинвываям
- 21 км: Авальгырникиваям
- 30 км: Итопуянвываям
- 32 км: Аляюваям
- 37 км: Тайматыньвываям
- 39 км: Антакрэнэваям
- 43 км: Эвпайваям
- 49 км: Энынгваям
- 64 км: Пьяваям
- 72 км: Гватилгиткинвываям, 1-й Гватилгиткинвываям
- 98 км: Ильгилькиваям
- 112 км: река без названия
- 128 км: Ололоваям
- 137 км: река без названия

## Данные водного реестра
По данным государственного водного реестра России относится к Анадыро-Колымскому бассейновому округу.
По данным геоинформационной системы водохозяйственного районирования территории РФ, подготовленной Федеральным агентством водных ресурсов:
- Код водного объекта в государственном водном реестре — 19080000112120000039342.